# هيروكي إيتو (لاعب كرة قدم)
هيروكي إيتو (باليابانية: 伊藤洋輝؛ بالكانا: いとう ひろき) هو لاعب كرة قدم ياباني في مركز الدفاع، ولد في 12 مايو 1999 في هاماماتسو في اليابان. لعب مع ناغويا غرامبوس، وفي يونيو 2024 انضم لنادي بايرن ميونخ قادماً من شتوتغارت بعقد مدته 4 سنوات.

## وصلات خارجية
- هيروكي إيتو (لاعب كرة قدم) على موقع الاتحاد الأوربي (الإنجليزية)
- هيروكي إيتو (لاعب كرة قدم) على موقع رابطة كرة القدم اليابانية للمحترفين (اليابانية)
- هيروكي إيتو (لاعب كرة قدم) على موقع إي إس بي إن إف سي (الإنجليزية)
- هيروكي إيتو (لاعب كرة قدم) على موقع قاعدة بيانات كرة القدم.إي يو (الإنجليزية)
- هيروكي إيتو (لاعب كرة قدم) على موقع ناشيونال فوتبول تيمز (الإنجليزية)
- هيروكي إيتو (لاعب كرة قدم) على موقع Soccerbase.com (لاعب) (الإنجليزية)
- هيروكي إيتو (لاعب كرة قدم) على موقع Soccerway.com (الإنجليزية)
- هيروكي إيتو (لاعب كرة قدم) على موقع عالم كرة القدم.نت (الإنجليزية)